# Burkhard Ebert
Burkhard Ebert (* 4. Juli 1942 in Berlin) ist ein ehemaliger deutscher Radrennfahrer.

## Sportliche Laufbahn
Burkhard Ebert startete für den Berliner Verein NRVg Luisenstadt 1910. Mit diesem Verein wurde er dreimal Deutscher Meister im Mannschaftszeitfahren auf der Straße. 1964 fuhr er bei den Olympischen Sommerspielen in der gesamtdeutschen Mannschaft in Tokio im olympischen Straßenrennen (Platz 29) sowie mit Günter Hoffmann, Peter Glemser und Immo Rittmeyer im Mannschaftszeitfahren auf der Straße (Platz 14). Im selben Jahr wurde er Dritter der deutschen Straßenmeisterschaft der Amateure und gewann Rund um Düren, das er 1970 nochmals gewann. Viermal – 1966, 1967, 1969 und 1971 – siegte er bei der Berliner Etappenfahrt und hält damit den Rekord. 1970 wurde er Vierter mit einem Etappensieg.
1968 startete Ebert erneut bei Olympischen Spielen in Einzel- und Mannschaftsrennen auf der Straße: Im Einzelrennen wurde er Zwölfter, mit der Mannschaft (Jürgen Tschan, Dieter Koslar und Ortwin Czarnowski) Achter. Im selben Jahr wurde er Deutscher Straßenmeister der Amateure und gewann Rund um Köln, zwei Etappen der Internationalen Rheinland-Pfalz-Rundfahrt sowie den Großen Preis von Braunschweig. Ebert gehörte zu den wenigen West-Berliner Radrennfahrern, die bei der Internationalen Friedensfahrt starteten; 1967 belegte er bei drei Etappen jeweils den zweiten Platz.
Ebert war Spezialist für Eintagesrennen und konnte etliche Amateurklassiker gewinnen:
- Rund um Düren 1964
- Rund um Köln 1965 und 1968
- Saarland Rundfahrt 1965
- Rund um den Elm 1967
- Skagen – Kopenhagen 1967
- Enschede–Münster 1970 und 1972

Der Berliner Burkhard Ebert lebt heute im bayerischen Lenggries und engagierte sich dort bei den Isarwinkler Radsportfreunden.